# Зимівля бджіл
Загальна характеристика зимівлі бджіл
Встановлено, що дослідження і порівняння різних умов зимівлі, а також використання досвіду і знань по догляду за бджолами, враховуючи природно-кліматичні умови місцевості, дає можливість правильно організувати зимівлю, з метою кращого збереження сили бджолиних сімей, що забезпечить розвиток і активну працездатність на медозборі, і як наслідок, підвищення продуктивності бджільництва при економних затратах.

## Способи зимівлі бджіл
Бджоли пристосувалися переносити в природних умовах суворі зими без допомоги людини і тільки голод або хвороби призводили до загибелі бджолиних сімей у цей період. Коли людина почала розводити бджіл вона, взяла на себе турботу про їх збереження у зимовий час, що дозволило значно розширити північні кордони поширення цих комах. Для збереження бджолиних сімей не тільки в кількісному, але і в якісному відношенні, бджолярі створюють оптимальні умови для їх зимівлі. В Україні існує два способи зимівлі бджіл: у зимівниках (пристосованих холодних приміщеннях), або на волі. Який саме спосіб використовувати визначають, у залежності від умов і можливостей зони де знаходиться пасіка. Якщо пасічник домігся того, що сім'ї складаються переважно з молодих бджіл, а також якщо пасіка достатньо забезпечена доброякісними кормами, що знаходяться у правильно зібраних гніздах, то цим створена основа доброї зимівлі будь-яким способом. І все ж зимівля бджіл надворі і в зимівнику має певні відмінності та особливості.

## Зимівля в зимівнику
У приміщеннях будь-якого типу для зимівлі бджіл головним є  захист від різких коливань температури й вологості, спокій, ізоляція від подразників (шум, світло, запахи).Найкращою температурою в зимівнику вважається 0-2 0С і не вище 40 тепла, та відносна вологість повітря має бути — 75-85 %.При  зменшенні температури бджоли терплять від спраги. А при підвищеній вологості у вуликах стає сиро, мед починає бродити і бджоли, поїдаючи такий мед, хворіють на опоношення нозематоз бджіл. Температуру та вологість вимірюють психрометром, а регулюють за допомогою підсилення або ж послаблення вентиляції. Заносять бджіл у зимівник тоді, коли встановиться холодна погода у сухий і морозний день. Практично із занесенням бджіл у зимівник орієнтуються на таку природно-кліматичну прикмету, як замерзання водоймищ.
Вулики обережно заносять. Сильні сім’ї ставлять на нижні стелажі, середні — на середні, а слабі — на верхні, бо там тепліше. В день занесення бджолосімей у зимівник доцільно одну з найсильніших сімей пасіки поставити на вагу, щоб контролювати витрати корму протягом зими. У перший період зимівлі відвідувати зимівник потрібно лише 1-2 рази на місяць, серед зими щотижня, а в кінці зими — 2-3 рази на тиждень. При цьому пасічник ознайомлюється із загальним станом бджіл, контролює і записує показники приладів, подає допомогу сім’ям, що ненормально зимують. При потребі з допомогою гумової трубочки через льоток прослуховує бджолосім'ї, періодично вигрібає коцюбкою підмор  бджолиний підмор. 

## Зимівля на волі
Зимівлю надворі влаштовують у захищених від вітру місцях, подалі від проїжджих шляхів, приміщень з тваринами. Гнізда утеплюють із середини, вулики захищають зовні різними матеріалами. Останнім часом для утеплення вуликів і гнізд бджолиних сімей використовують різні пластмаси, а для захисту від вітру — толь, руберойд, чорний папір.Під дах має бути повільний вихід повітря з гнізда сім'ї. Проти льотка ставлять під нахилом до стінки вулика дощечку, щоб менше подразнювалися бджоли. При зимівлі на волі бджоли більше використовують кормів на 2-5 кг. На даний час, у зв'язку із зміною клімату, — осінь стала більш затяжною, а зима приходить раптово, майже безсніжна, вітряна, — зимувати бджолиним сім'ям надворі досить ризиковано. Різкі охолодження клубу призводять до того, що сім'я більшу частину кормів використовує швидше ніж заплановано і підготовлено.
Треба бути готовими до того, що в другій половині зими може виникнути необхідність підгодовувати сім'ї.
Зберігання кількості бджолиних сімей, їхньої сили й енергії під час зимівлі сприяє прискореному розвитку сімей навесні, ефективному запиленню садів і ягідників, отриманню більш раннього приросту сімей і підвищує медопродуктивність.  Краще зимують і менше витрачають кормів на одиницю живої маси сильні бджолині сім'ї. Чим глибший спокій, тим менше зношується організм і життєздатнішою входить сім'я у весну. Продуктивність бджолиних сімей підвищується також , коли на них не діють різні подразники (світло,стуки, різкі запахи,шкідники), немає великих перепадів температури, відхилень від норми вологості повітря (спрага або вогкість), надмірне надходження у товсту кишку неперетравлених решток із недоброякісного корму або виснаження організму в слабких сім'ях.